# Coppa Italia di beach soccer 2018
La coppa Italia di beach soccer 2018 è stata la 19ª edizione della coppa Italia di calcio da spiaggia, la 15ª sotto l’egida della FIGC; è stata vinta dal Catania Beach Soccer.

## Formato
L’edizione 2018 della coppa Italia, prevede la partecipazione di 20 squadre. 
Il torneo comincerà con un turno preliminare a cui parteciperanno 8 squadre. Le 4 che passeranno il turno si aggregheranno alle restanti 12 per formare il turno degli ottavi di finale.
Tutti i turni si svolgono in partita secca.

## Squadre partecipanti
| Club                        |
| --------------------------- |
| Brescia BS                  |
| Lazio BS                    |
| Nettuno                     |
| Pisa                        |
| Rimini                      |
| Romagna BS                  |
| Sambenedettese              |
| Bragno                      |
| Vastese                     |
| Viareggio                   |
| Atletico Licata             |
| Canalicchio                 |
| Catania                     |
| Ecosistem Futura Energia CZ |
| Lamezia Terme               |
| Napoli                      |
| Palazzolo                   |
| Sicilia BS                  |
| Terranova Terracina         |
| Villasimius                 |

## Preliminari
Di seguito le partite valevoli per il turno preliminare:
| Squadra 1                   | Risultato    | Squadra 2   |
| --------------------------- | ------------ | ----------- |
| Atletico Licata             | 1-14 Referto | Palazzolo   |
| Sicilia BS                  | 12-2 Referto | Bragno      |
| Brescia BS                  | 6-3 Referto  | Rimini      |
| Ecosistem Futura Energia CZ | 1-4 Referto  | Villasimius |

## Fase finale
La fase finale si è svolta interamente tra il 5 e l’8 luglio.

### Ottavi
| Squadra 1   | Risultato             | Squadra 2           |
| ----------- | --------------------- | ------------------- |
| Canalicchio | 7-6 Referto           | Romagna BS          |
| Nettuno     | 5-3 Referto           | Lazio BS            |
| Vastese     | 6-3 Referto           | Lamezia Terme       |
| Napoli      | 3-5 Referto           | Terranova Terracina |
| Villasimius | 2-2 (3-1 dcr) Referto | Pisa                |
| Catania BS  | 10-1 Referto          | Brescia BS          |
| Palazzolo   | 6-0 Referto           | Sambenedettese      |
| Sicilia BS  | 0-6 Referto           | Viareggio           |

### Quarti
| Squadra 1           | Risultato   | Squadra 2   |
| ------------------- | ----------- | ----------- |
| Terranova Terracina | 5-1 Referto | Villasimius |
| Catania BS          | 9-2 Referto | Vastese     |
| Canalicchio         | 8-7 Referto | Palazzolo   |
| Nettuno             | 0-7 Referto | Viareggio   |

### Semifinali
| Squadra 1           | Risultato   | Squadra 2   |
| ------------------- | ----------- | ----------- |
| Terranova Terracina | 8-6 Referto | Canalicchio |
| Catania BS          | 7-6 Referto | Viareggio   |

### Finale
| Arbitro: | Pavone, Marton, Matticoli, Fagnani (Forlì, Mestre, Isernia, Termoli) |

|                                                        |           |                                                        |
| Zurlo 4pt’, Eudin 12pt’, 3st’, 12st’, 12tt’, Fred 6st’ | Marcatori | 1pt’ Frainetti, 2pt’ Alla, 6pt’ Borelli, 10tt’ Bagnara |

## Piazzamenti
Di seguito tutti gli incontri per stabilire il ranking finale:

### 17º-20º posto

#### Semifinali
| Squadra 1       | Risultato             | Squadra 2                   |
| --------------- | --------------------- | --------------------------- |
| Atletico Licata | 5-4 Referto           | Rimini                      |
| Bragno          | 4-4 (2-1 dcr) Referto | Ecosistem Futura Energia CZ |

#### Finale 19º-20º posto
| Squadra 1                   | Risultato    | Squadra 2 |
| --------------------------- | ------------ | --------- |
| Ecosistem Futura Energia CZ | 10-1 Referto | Rimini    |

#### Finale 17º-18º posto
| Squadra 1 | Risultato   | Squadra 2       |
| --------- | ----------- | --------------- |
| Bragno    | 7-3 Referto | Atletico Licata |

### 9º-16º posto

#### Quarti di finale
| Squadra 1     | Risultato   | Squadra 2      |
| ------------- | ----------- | -------------- |
| Romagna BS    | 1-3 Referto | Sambenedettese |
| Lazio BS      | 9-6 Referto | Sicilia BS     |
| Lamezia Terme | 5-3 Referto | Brescia BS     |
| Napoli        | 3-6 Referto | Pisa           |

#### Semifinali 13º-16º posto
| Squadra 1  | Risultato   | Squadra 2  |
| ---------- | ----------- | ---------- |
| Romagna BS | 0-5 Referto | Napoli     |
| Brescia BS | 1-8 Referto | Sicilia BS |

#### Semifinali 9º-12º posto
| Squadra 1      | Risultato   | Squadra 2     |
| -------------- | ----------- | ------------- |
| Sambenedettese | 7-3 Referto | Pisa          |
| Lazio BS       | 7-0 Referto | Lamezia Terme |

#### Finale 15º-16º posto
| Squadra 1  | Risultato | Squadra 2  |
| ---------- | --------- | ---------- |
| Romagna BS | 2-0       | Brescia BS |

#### Finale 13º-14º posto
| Squadra 1 | Risultato   | Squadra 2  |
| --------- | ----------- | ---------- |
| Napoli    | 4-1 Referto | Sicilia BS |

#### Finale 11º-12º posto
| Squadra 1 | Risultato | Squadra 2     |
| --------- | --------- | ------------- |
| Pisa      | 10-0      | Lamezia Terme |

#### Finale 9º-10º posto
| Squadra 1      | Risultato   | Squadra 2 |
| -------------- | ----------- | --------- |
| Sambenedettese | 6-4 Referto | Lazio BS  |

### 5º-8º posto

#### Semifinali
| Squadra 1   | Risultato   | Squadra 2 |
| ----------- | ----------- | --------- |
| Villasimius | 6-2 Referto | Palazzolo |
| Vastese     | 3-2 Referto | Nettuno   |

#### Finale 7º-8º posto
| Squadra 1 | Risultato   | Squadra 2 |
| --------- | ----------- | --------- |
| Nettuno   | 3-4 Referto | Palazzolo |

#### Finale 5º-6º posto
| Squadra 1 | Risultato   | Squadra 2   |
| --------- | ----------- | ----------- |
| Vastese   | 1-5 Referto | Villasimius |

### 3º-4º posto

#### Finale
| Squadra 1 | Risultato    | Squadra 2   |
| --------- | ------------ | ----------- |
| Viareggio | 10-4 Referto | Canalicchio |

## Classifica finale
| Rank | Team                |
| ---- | ------------------- |
| 1    | Catania BS          |
| 2    | Terranova Terracina |
| 3    | Viareggio           |
| 4    | Canalicchio         |
| 5    | Villasimius         |
| 6    | Vastese             |
| 7    | Palazzolo           |
| 8    | Nettuno             |
| 9    | Sambenedettese      |
| 10   | Lazio BS            |
| 11   | Pisa                |
| 12   | Lamezia Terme       |
| 13   | Napoli              |
| 14   | Sicilia BS          |
| 15   | Romagna BS          |
| 16   | Brescia BS          |
| 17   | Bragno              |
| 18   | Atletico Licata     |
| 19   | Ecosistem CZ        |
| 20   | Rimini              |